# Championnat d'Allemagne de football de deuxième division 1955-1956
Navigation
2. Oberliga
1954-1955 2. Oberligen
1956-1957
La 2. Oberliga 1955-1956 fut la 7e saison de 2. Oberliga (parfois également appelée II. Division), une ligue située au 2e échelon du football allemand dans certaines régions. Lors de la saison 1949-1950, seule l'Ouest de l'Allemagne (Land de Rhénanie du Nord-Wesphalie) disposait d'une 2. Oberliga à deux sous-groupes. La compétition passera à un format à un groupe unique à partir de la saison 1952-1953. L'Allemagne du Sud (Länder de Hesse, Bade-Wurtemberg et Bavière) suit le mouvement et introduit sa propre 2. Oberliga pour la saison 1950-1951, et l'Allemagne du Sud-Ouest (Land de Rhénanie-Palatinat et protectorat puis Land de Sarre) suivra la saison suivante. En Allemagne du Nord (Länder de Basse-Saxe et de Schleswig-Holstein ainsi que villes libres de Hambourg et Brême), et à Berlin-Ouest, ce sont les Amateurligen qui jouaient le rôle de 2de division.

## 2. Oberliga West
Le 2. Oberliga West 1955-1956 fut une ligue située au 2e niveau de la hiérarchie du football ouest-allemand.
Ce fut la 7e édition de cette ligue qui couvrait le même territoire que l'Oberliga West, c'est-à-dire le Land de Rhénanie du Nord-Wesphalie, donc les clubs affiliés à une des trois fédérations composant la Westdeutscher Fußball-und Leichtathletikverband (WFLV).
Les deux premiers furent promus en Oberliga West pour la saison suivante.

### Compétition

#### Légende
| Légende       |                                                                    |
| C             | Champion 2. Liga West & promu en Oberliga West la saison suivante. |
| P             | promu en Oberliga West la saison suivante.                         |
| R             | relégué vers les séries de Verbandsliga pour la saison suivante.   |
| en diminution | club relégué de l'Oberliga West depuis la saison précédente        |

#### Classement
|   |    |                            | M  | G  | N  | P  | +  | -  | Avg  | Pts |
| - | -- | -------------------------- | -- | -- | -- | -- | -- | -- | ---- | --- |
| C | 1  | VfL Bochum                 | 30 | 21 | 4  | 5  | 78 | 33 | 2,36 | 46  |
| P | 2  | Meidericher SV             | 30 | 18 | 7  | 5  | 71 | 28 | 2,54 | 43  |
|   | 3  | VfB Bottrop                | 30 | 20 | 3  | 7  | 64 | 33 | 1,94 | 43  |
|   | 4  | STV Horst-Emscher          | 30 | 17 | 3  | 10 | 61 | 42 | 1,45 | 37  |
|   | 5  | SG Eintracht Gelsenkirchen | 30 | 15 | 5  | 10 | 53 | 50 | 1,06 | 35  |
|   | 6  | TSV Marl-Hüls              | 30 | 12 | 8  | 10 | 68 | 62 | 1,10 | 32  |
|   | 7  | SG Wattenscheid 09         | 30 | 14 | 3  | 13 | 49 | 41 | 1,20 | 31  |
|   | 8  | Rot-Weiss Oberhausen       | 30 | 10 | 10 | 10 | 43 | 51 | 0,84 | 30  |
|   | 9  | SpVgg Erkenschwick         | 30 | 12 | 5  | 13 | 48 | 56 | 0,86 | 29  |
|   | 10 | SpVgg Herten 07/12         | 30 | 11 | 6  | 13 | 56 | 57 | 0,98 | 28  |
|   | 11 | SG Düren 99                | 30 | 11 | 5  | 14 | 43 | 53 | 0,81 | 27  |
|   | 12 | BV Union 05 Krefeld        | 30 | 8  | 6  | 16 | 52 | 66 | 0,79 | 22  |
|   | 13 | VfB Marathon Reimscheid    | 30 | 8  | 5  | 17 | 43 | 69 | 0,62 | 21  |
|   | 14 | Rheydter SpV               | 30 | 8  | 5  | 17 | 32 | 56 | 0,57 | 21  |
| R | 15 | SV Rhenania 05 Würselen    | 30 | 8  | 2  | 20 | 40 | 81 | 0,49 | 18  |
| R | 16 | VfB 03 Bielefeld           | 30 | 5  | 7  | 18 | 29 | 52 | 0,58 | 17  |

### Relégués d'Oberliga
À la fin de cette saison, les équipes qui descendirent d'Oberliga West furent:
- SV Bayer 04 Leverkusen
- Sportfreunde Hamborn 07

### Montants des séries inférieures
À la fin de cette saison, les deux derniers classés furent relégués vers les nouvellement renommées Verbandsligen et remplacés par:
- VfB Speldorf
- Dortmunder SC 95

#### Résultats du tour final des Landesligen
| Légende |                                                     |
| P       | club promu en 2. Oberliga West, la saison suivante. |

Le tour final concerna les trois champions des Landesligen ("Mittelrhein", "Niederrhein" et "Westfalen").
En vue de la saison suivante ("1956-1957"), les Landesligen situées au 3e de cette zone "Ouest" prirent le nom de Verbandsligen.
- Tour final:

|   |   |                  | M | G | N | P | + | - | Avg  | Pts |
| - | - | ---------------- | - | - | - | - | - | - | ---- | --- |
| P | 1 | VfB Speldorf     | 2 | 1 | 1 | 0 | 5 | 4 | 1,25 | 3   |
| P | 2 | Dortmunder SC 95 | 2 | 1 | 0 | 1 | 7 | 6 | 1,17 | 2   |
|   | 3 | SSV Troisdorf 05 | 2 | 0 | 1 | 1 | 3 | 5 | 0,60 | 1   |

## 2. Oberliga Südwest
Le 2. Oberliga Südwest 1955-1956 fut une ligue située au 2e niveau de la hiérarchie du football ouest-allemand.
Ce fut la 5e édition de cette ligue qui couvrait le même territoire que l'Oberliga Südwest, c'est-à-dire le Land de Rhénanie-Palatinat et le protectorat de Sarre, donc pour les clubs affiliés à la Fußball-Regional-Verband Südwest (FRVS).
Les deux premiers classés furent promus en Oberliga Südwest pour la saison suivante.

### Compétition

#### Légende
| Légende         |                                                                          |
| C               | Champion 2. Liga Südwest & promu en Oberliga Südwest la saison suivante. |
| P               | promu en Oberliga Südwest la saison suivante                             |
| R               | Relégué en vers les séries inférieures en vue de la saison suivante      |
| en diminution   | club relégué de l'Oberliga Südwest depuis la saison précédente           |
| en augmentation | club promu des séries inférieures depuis la saison précédente.           |

#### Classement
|   |    |                             | M  | G  | N | P  | +  | -  | Avg  | Pts |
| - | -- | --------------------------- | -- | -- | - | -- | -- | -- | ---- | --- |
| C | 1  | Sportfreunde 05 Saarbrücken | 30 | 19 | 7 | 4  | 89 | 47 | 1,89 | 45  |
| Q | 2  | FV Speyer                   | 30 | 18 | 5 | 7  | 95 | 40 | 2,38 | 41  |
|   | 3  | ASV Landau                  | 30 | 15 | 8 | 7  | 61 | 41 | 1,49 | 38  |
|   | 4  | VfR Kirn                    | 30 | 16 | 4 | 10 | 53 | 40 | 1,33 | 36  |
|   | 5  | VfL Trier                   | 30 | 14 | 4 | 12 | 64 | 61 | 1,05 | 32  |
|   | 6  | ASC Dudweiler               | 30 | 13 | 5 | 12 | 63 | 61 | 1,03 | 31  |
|   | 7  | SV Ludweiler-Warndt         | 30 | 12 | 6 | 12 | 49 | 52 | 0,94 | 30  |
|   | 8  | TSC Zweibrücken             | 30 | 11 | 7 | 12 | 56 | 74 | 0,76 | 29  |
|   | 9  | ASV Hochfeld 1925           | 30 | 12 | 4 | 14 | 63 | 57 | 1,11 | 28  |
|   | 10 | BSC 1914 Oppau              | 30 | 12 | 4 | 14 | 71 | 69 | 1,03 | 28  |
|   | 11 | Sportfreunde Herdorf        | 30 | 11 | 6 | 13 | 58 | 73 | 0,79 | 28  |
|   | 12 | SV St. Ingbert              | 30 | 10 | 6 | 14 | 54 | 60 | 0,90 | 27  |
|   | 13 | SpVgg Weisenau              | 30 | 11 | 4 | 15 | 81 | 96 | 0,84 | 26  |
|   | 14 | VfL Neuwied                 | 30 | 7  | 9 | 14 | 44 | 66 | 0,67 | 22  |
| R | 15 | SG 05 Pirmasens             | 30 | 8  | 5 | 17 | 46 | 84 | 0,55 | 21  |
| R | 16 | BFV Hassia Bingen           | 30 | 8  | 2 | 20 | 44 | 70 | 0,63 | 18  |

### Relégués de l'Oberliga Südwest
En fin de saison, les deux clubs suivants furent relégués depuis l'Oberliga Südwest:
- FV Engers 07
- TuRa Ludwigshafen

### Montants des séries inférieures
Les deux derniers classés furent relégués vers les séries inférieures et, en vue de la saison suivante, furent remplacées par:
- SC Viktoria Hühnerfeld
- SV Niederlahnstein

#### Résultats du tour final des Amateurligen
| Légende       |                                                               |
| P             | Promu en 2. Oberliga Südwest, la saison suivante.             |
| en diminution | club relégué de la 2. Oberliga Südwest, la saison précédente. |

|   |   |                        | M | G | N | P | +  | -  | Avg  | Pts |
| - | - | ---------------------- | - | - | - | - | -- | -- | ---- | --- |
| P | 1 | SC Viktoria Hühnerfeld | 6 | ? | ? | ? | 9  | 5  | 1,80 | 7   |
| P | 2 | SV Niederlahnstein     | 6 | ? | ? | ? | 11 | 7  | 1,57 | 7   |
|   | 3 | Normannia Pfiffligheim | 6 | ? | ? | ? | 11 | 14 | 0,79 | 6   |
|   | 4 | FC Phönix Bellheim     | 6 | ? | ? | ? | 7  | 12 | 0,58 | 4   |

## 2. Oberliga Süd
Pour un article plus général, voir Zweite Oberliga Sud (1950-1963).
Le 2. Oberliga Süd 1955-1956 fut une ligue située au 2e niveau de la hiérarchie du football ouest-allemand.
Ce fut la 6e édition de cette ligue qui couvrait le même territoire que l'Oberliga Süd, c'est-à-dire les Länder de Bade-Wurtemberg, de Bavière et de Hesse.
Les deux premiers classés furent promus en Oberliga Süd pour la saison suivante.

### Compétition

#### Légende
| Légende         |                                                                        |
| C               | Champion 2. Liga Süd & promu en Oberliga Süd la saison suivante.       |
| P               | promu en Oberliga Süd la saison suivante                               |
| R               | Relégué vers les séries de 1. Amateurliga en vue de la saison suivante |
| en diminution   | club relégué de l'Oberliga Süd depuis la saison précédente             |
| en augmentation | club promu des séries de 1. Amateurliga depuis la saison précédente    |

#### Classement
|   |    |                        | M  | G  | N  | P  | +  | -  | Avg  | Pts |
| - | -- | ---------------------- | -- | -- | -- | -- | -- | -- | ---- | --- |
| C | 1  | Freiburger FC          | 34 | 20 | 8  | 6  | 76 | 38 | 1,58 | 48  |
| P | 2  | FC Bayern München      | 34 | 21 | 4  | 9  | 89 | 43 | 2,07 | 46  |
|   | 3  | FC Singen 04           | 34 | 20 | 4  | 10 | 76 | 52 | 1,46 | 44  |
|   | 4  | FC Hanau 93            | 34 | 16 | 6  | 12 | 74 | 52 | 1,42 | 38  |
|   | 5  | ASV Cham               | 34 | 14 | 10 | 10 | 42 | 33 | 1,27 | 38  |
|   | 6  | SV 07 Waldhof          | 34 | 16 | 6  | 12 | 66 | 63 | 1,05 | 38  |
|   | 7  | SV Darmstadt 98        | 34 | 13 | 11 | 10 | 66 | 60 | 1,10 | 37  |
|   | 8  | SV Wiesbaden           | 34 | 15 | 6  | 13 | 50 | 48 | 1,05 | 36  |
|   | 9  | VfL 07 Neustadt/Coburg | 34 | 15 | 5  | 14 | 61 | 50 | 1,22 | 35  |
|   | 10 | TSV 1861 Straubing     | 34 | 15 | 5  | 14 | 58 | 59 | 0,98 | 35  |
|   | 11 | 1. FC Pforzheim        | 34 | 12 | 10 | 12 | 49 | 55 | 0,89 | 34  |
|   | 12 | KSV Hessen Kassel      | 34 | 15 | 3  | 16 | 49 | 57 | 0,86 | 33  |
|   | 13 | TSG 1846 Ulm           | 34 | 11 | 7  | 16 | 58 | 70 | 0,83 | 29  |
|   | 14 | FC Bayern Hof 1910     | 34 | 10 | 9  | 15 | 35 | 58 | 0,60 | 29  |
|   | 15 | Karlsruher FV          | 34 | 9  | 9  | 16 | 54 | 63 | 0,86 | 27  |
|   | 16 | VfB Hemlbrechts        | 34 | 8  | 8  | 18 | 59 | 91 | 0,65 | 24  |
| R | 17 | FC Penzberg            | 34 | 8  | 7  | 19 | 51 | 81 | 0,63 | 23  |
| R | 18 | 1. FC 01 Bamberg       | 34 | 5  | 8  | 21 | 42 | 82 | 0,51 | 18  |

### Relégués d'Oberliga
À la fin de cette saison, les clubs qui descendirent d'Oberliga Süd furent:
- SSV Reutlingen
- TSV 1860 München

### Montants des séries inférieures
En vue de la saison suivante, les deux derniers classés de 2. Liga Süd furent relégués vers les séries d'Amateurliga et remplacés par :
- SpVgg 03 Neu-Isenburg
- VfR Heilbronn

#### Résultats du tour final des Amateurligen
| Légende |                                                    |
| P       | club promu en 2. Oberliga Süd, la saison suivante. |

Le tour final concerna les champions des cinq Amateurligen ("Baden", "Bayern", "Hessen", "Südbaden", "Württemberg").
- Tour final

|   |   |                             | M | G | N | P | +  | -  | Avg  | Pts |
| - | - | --------------------------- | - | - | - | - | -- | -- | ---- | --- |
| P | 1 | SpVgg 03 Neu-Isenburg       | 4 | 4 | 0 | 0 | 13 | 3  | 4,33 | 8   |
| P | 2 | VfR Heilbronn               | 4 | 3 | 0 | 1 | 5  | 4  | 1,25 | 6   |
|   | 3 | SpVgg 09 Amicitia Viernheim | 4 | 2 | 0 | 2 | 8  | 6  | 1,33 | 4   |
|   | 4 | VfB Bayreuth                | 4 | 1 | 0 | 3 | 10 | 10 | 1,00 | 2   |
|   | 5 | FC 08 Villingen             | 4 | 0 | 0 | 4 | 4  | 17 | 0,24 | 0   |